# José Santa-Bárbara
José Santa-Bárbara (Lisboa, 28 de Outubro de 1936 —) é um designer e artista plástico português.

## Biografia
Frequenta o Liceu Camões, Lisboa. Curso de cerâmica da Escola de Artes Decorativas António Arroio onde é aluno de Abel Manta. Curso de escultura da Escola de Belas-Artes de Lisboa (1955-1960). Frequenta o curso de cenografia do Conservatório Nacional de Lisboa (1958-60). Bolseiro da Fundação Calouste Gulbenkian para realização de levantamento de equipamento urbano a nível Nacional (com Pitum Keil do Amaral; 1962-64).
Professor do ensino técnico e secundário (1960-64). Trabalha em diversas empresas e empenha-se em projetos autónomos: trabalha na fábrica de loiça de esmalte Águia, Porto (1964-66); monumento ao poeta João de Barros, em colaboração com Francisco Keil do Amaral (1967-68); trabalha na ICESA, indústria de pré-fabricação pesada, onde faz design de equipamento urbano e de interiores (1968-74); trabalha no núcleo de Arte e de Arquitetura Industrial do INII (1970-71); organização da exposição na Casa de Serralves Design para a cidade: situações, artefactos e ideias, Porto, 1991 (em colaboração com Pitum Keil do Amaral); intervenções plásticas nas estações de Entre Campos (1994) e Santa Apolónia do Metropolitano de Lisboa; intervenções plásticas nas estações ferroviárias do Pragal (1998), Entrecampos (fachada sul; 1998) e Rossio, REFER; etc.

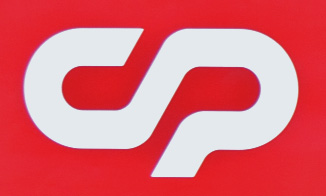
José Santa-Bárbara, Logótipo dos Caminhos de Ferro Portugueses

A partir de 1971 e durante mais de trinta anos é responsável pelo Gabinete de Design da CP, podendo destacar-se, por exemplo, a conceção do logotipo da empresa ou o design dos interiores e exteriores das automotoras da Série 2300 (1990-94). Este projeto, que constituiu a primeira grande experiência de design levada a cabo em material circulante ferroviário em Portugal, teve um considerável sucesso, tendo sido premiado com um prémio nacional de design a com o prémio especial do júri do European Community Design Prize (o primeiro prémio internacional de design recebido por uma companhia portuguesa).

José Santa-Bárbara, capa do disco de José Afonso Cantigas do Maio, 1971

Autor multifacetado, Santa-Bárbara tem-se dedicado a múltiplas áreas e atividades: design gráfico (arranjo gráfico de livros e outras publicações; capas de discos, nomeadamente de José Afonso; símbolos, etc.); design de equipamento urbano, interiores e mobiliário; design industrial; desenho, pintura, cerâmica (azulejo), gravura, ilustração; escultura, medalhística.
Realizou as primeiras exposições individuais em 1964 (Galeria Divulgação, Porto; Galeria 111, Lisboa). Depois de um longo interregno, intensificou a prática da pintura e voltou a expor individualmente com regularidade a partir de 1996. Participou em inúmeras mostras coletivas, de que podem destacar-se: Exposições Gerais de Artes Plásticas, SNBA, Lisboa (1953, 1954, 1955, 1956); 50 Artistas Independentes, SNBA, 1959; 1ª Exposição de Design Português, FIL, Lisboa, 1970; 20 Anos da Gravura, Fundação Calouste Gulbenkian, Lisboa, 1976; Design Lisboa 94, Centro Cultural de Belém, Lisboa, 1994; Exposição dos Galardoados com o Prémio Nacional de Design, Centro Português de Design, Lisboa, 1994; etc.
Sócio fundador e, a partir de 1978, presidente da Associação Portuguesa de Designers. 

## Reconhecimento
Recebeu as seguintes distinções: Medalha de Mérito Municipal-1.º Grau,Ouro, Câmara Municipal de Sintra (2005); Medalha de Mérito-Grau Ouro, pela Câmara Municipal das Caldas da Rainha (2009).

## Ligações Externas
- Arquivos RTP | Programa Acontece: Obras de José Santa-Bárbara (1996)
- Gulbenkian | Centro de Arte Moderna: Paisagens de José Santa-Bárbara